# Alexandru Averescu
Alexandru Averescu (Babele, 1859. március 9. – Bukarest, 1938. október 3.) román nemzetiségű katonatiszt az első világháború idején, később miniszterelnök.

## Élete
Az Orosz Birodalom területén született, Besszarábiában. Katonai tanulmányait Torinóban végezte, majd 1895–1898 között Románia berlini követe volt. Később, Romániába visszatérve részt vett az 1907-es romániai parasztfelkelés leverésében. A második Balkán-háború idején, 1913-ban ő vezette a Szófia irányába indított román offenzívát. A balul sikerült erdélyi offenzíva idején nem vett részt a harcokban, csak szeptember 26-án állt a 2. román hadsereg élére, amikorra már a Központi Hatalmak seregei szinte teljesen kiszorították a románokat Erdélyből. Fokozatos visszavonulás után végül 1917-ben Ojtoznál, Mărăștinél és Mărășeștinél vezetésével a román hadsereg sikeresen megállította a központi hatalmak előrenyomulását, de ezzel már nem tudta megakadályozni az 1918-as bukaresti béke aláírását.
Később, három alkalommal is miniszterelnöki tisztet töltött be. Először 1918 január–márciusa között, majd 1920–1921 és végül 1926–1927 között. 1918-ban megalapította a Néppártot (Partidul Poporului), amelynek ő lett az első elnöke. 1930-ban Constantin Prezannal együtt érdemei elismeréseként megkapta a marsalli rendfokozatot. Élete vége felé visszavonult a politikai élettől, Bukarestben halt meg 1938-ban. A Román Akadémia tiszteletbeli tagjává választotta.